# Stingray Musique
Pour les articles homonymes, voir Stingray.
Stingray Musique (anciennement Galaxie) est un ensemble de 150 chaînes de télévision numérique canadiennes appartenant et géré par Stingray Digital et diffuse du contenu musical 24 h sur 24 sans pause publicitaire et animateur, chacune des chaînes étant dévouée à un genre particulier.
Ce service est parfois payant et n'est disponible que sur abonnement résidentiel à un forfait numérique de base, qu'il s’agisse de Bell Télé, Vidéotron (illico télé numérique, Helix) Shaw Direct ou tout autre télédistributeur canadien. Les clients affaires doivent débourser un montant d'environ 18 $ afin de recevoir le service. Un signal audio, les données sur la piste en lecture ainsi que la pochette de l'album sont diffusés sur ces chaines.

## Histoire

Logo original de Galaxie de 1997 à 2000. De 2000 à 2003, le cercle orange a été supprimé.

Les débuts du service au Canada ont commencé en décembre 1995, lorsque la Société Radio-Canada a reçu l'approbation du Conseil de la radiodiffusion et des télécommunications canadiennes (CRTC) pour lancer un service audio national payant nommé Galaxie composé de 30 canaux en anglais et en français.
Galaxie est lancé le 10 septembre 1997 sous la propriété de la Société Radio-Canada en offrant 34 chaînes musicales.

Logo de Galaxie de 2003 à 2009.

Max Trax était un autre service similaire sous la propriété de Corus Entertainment en offrant 22 chaînes musicales. Puisque plusieurs chaînes étaient similaires entre les deux services, la Société et Corus acceptent en 2002 de fournir le service Galaxie Max Trax, qui consiste en vingt chaînes de Galaxie et vingt chaînes de Max Trax. À la fin de 2004, Galaxie bonifie son offre de 45 chaînes musicales.
À la fin décembre 2008, Stingray Digital détient une licence de diffusion sonore auprès du CRTC. Le 13 février 2009, Corus Entertainment vend à Stingray ses équipements et la marque Max Trax de façon que le service soit offert sans interruption jusqu'à ce que Stingray lance son propre service.

Logo de Galaxie de 2009 à 2014.

Le 1er octobre 2009, le service Max Trax a mis fin à ses activités puisque Stingray et Radio-Canada ont fusionné les deux services sous le nom de Galaxie. En fait, Stingray était aux commandes du service Galaxie au nom de Radio-Canada depuis 2007. D'après les documents du CRTC, Stingray a fait l'achat de Galaxie en septembre 2009. L'offre globale était de 49 chaînes.
Le 18 novembre 2011, Stingray bonifie son offre à cent chaînes musicales. Shaw Cable ajoute quinze nouvelles chaînes le 10 janvier 2012 et porte le nombre total à 63 chaînes offertes.
Le 15 mai 2012, SaskTel ajoute 55 nouvelles chaînes Galaxie, devenant le premier fournisseur à offrir la totalité des cent chaînes musicales.
Le 1er octobre 2014, Stingray renomme son service canadien et ses services audio internationaux sous le nom Stingray Music et lance une application web qui permet aux abonnés d'écouter leur chaîne favorite sur leur portable.
Le 1er et le 3 octobre 2019, il a été annoncé que l'application mobile de Stingray Music était disponible gratuitement au Canada et aux États-Unis. Les utilisateurs peuvent choisir d'écouter le service financé par la publicité ou de payer 0,99 $ (remise sur mesure pour les étudiants) / 3,99 $ par mois pour accéder au service premium qui était déjà mis à la disposition des abonnés des fournisseurs de télévision participants. Des sauts illimités sont également disponibles, alors qu'auparavant, seuls six sauts étaient autorisés toutes les heures.

## Chaînes

### Rock
- Adult Alternative
- Alternative
- Alt Rock Classics
- Canadian Indie
- Classic Rock
- Hard Rock
- Heavy Metal
- Headbangers
- Indie Rock
- Rock
- Rock Anthems
- Southern Jams

### Pop
- All Day Party
- Easy Listening
- Flashback 70's
- Freedom
- Gospel
- Greatest Hits
- Hit List
- Jukebox Oldies
- Maximum Party
- Nothin' but 90's
- Pop Adult
- Pop Hits
- Remember the 80's
- Revival 80's - 90's
- Rewind 60's - 70's
- Silk (Love Songs)
- Y2K

### Urbaine
- Classic Hip Hop
- Classic R'n'B & Soul
- Hip Hop
- Hip-Hop/R&B
- Soul'n R&B
- Retro R&B

### Dance/Électro
- Alternative Dance
- Bass, Breaks and Beats
- Cocktail Lounge
- Dance Classics
- Dance Clubbin'
- Dancefloor Fillers
- Dancehall Session
- Deep House
- Eclectic Electronic
- House
- The Chill Lounge
- Trance

### Country
- Country Classics
- Hot Country
- No Fences
- Alt Country - Americana
- Folk Roots
- Bluegrass

### Jazz
- Big Band
- Cool Jazz
- Géants du Jazz
- Jazz d'aujourd'hui
- Jazz Now
- Motown
- Smooth Jazz
- Swinging Standards
- The Blues

### Classique
- Baroque
- Classical India
- Classiques Populaires
- Grands Classiques
- Musique de chambre
- Opéra Plus
- Classical Calm

### Enfants
- OMG
- Kids' Stuff (version anglaise)
- Mousses Musique (version française)
- Solo para Peques (version espagnol)
- Teen Beats

### Musique latine
- Brazil Rock
- Éxitos del Momento
- Éxitos Regional Mexicanos
- Éxitos Tropicales
- Jazz Latino
- Latin Lounge
- Mariachi Forever
- Reggaeton
- Retro Latino
- Ritmos Urbanos
- Rock en Español
- Romance Latino
- Salsa/Merengue
- Samba & Pagode
- Tango
- Tejano y Tex-Mex

### Musique française
- Franco Attitude
- Franco Country
- Franco Pop
- Franco Rétro
- Le Palmarès (mélange avec musique anglaise, version actuelle)
- Nostalgie
- Souvenirs (mélange avec musique anglaise, version classique)

### Musique du monde & les chaînes spécialités (ou «GalaxiePLUS»)
- Afro Beat
- Arabian Nights
- Around the World
- Broadway
- Bollywood Hits
- Caribbean Vintage Vibes
- Farsi
- Folk Roots
- Guangdong
- Hellenic Sounds
- Hindi Gold
- Holiday Hits
- Jammin'
- Mando Popular
- Musik Für Erwachsene
- Nature
- New Age
- Popcorn
- Punjabi
- Soca Motion
- Sounds of South India
- South Africa Modern
- South Africa Traditional
- Tagalog
- The Asian Flavour
- The Spa
- Today's K-Pop
- World Carnival

### Saisonnier
- Franco Fêtes
- FrancoFolies de Montréal
- Smooth Jazz Christmas

### Autres chaînes
- Vidéos de Musique sur demande
- Stingray Ambiance, chaîne d'ambiance avec paysages et environnement sonore[9].

## Les chaînes «Vibes»
« Vibes » est un service interactif, lancée à 2015. Il permet de écouter ses playlists personnalisées à partir d'une base de données de plus de 3 000 chaînes musicales (1 200 pour l'Amérique latine et plus de 1 000 pour États-Unis) en choisissant trois filtres des cinq catégories suivants (jusqu'à deux peuvent être choisis par catégorie) :
- le genre (rock, pop, classique, jazz, R&B/soul, musiques du monde, latin, divers, compositeur-interprète, divers, hip-hop, hymnes et louanges, « enfants et ados »)
- l'activité (à la maison, concentration, détente, en famille, exercice, party, recevoir, romance)
- l'ambiance (adorable, audacieux, branché, détendu, dramatique, élégant, etc.)
- l'époque (toutes les décades depuis les années 1940)
- le thème (Europe, Afrique, Asie, Amérique du Nord, Amérique latine, Caraibës, Moyen-Orient, Francophonie, fêtes/Noël, etc.)

Le service est accessible sur ordinateur, tablette et mobile et est accessible sur télévision en plusieurs télédistributeurs canadiennes, par exemple Bell MTS.